# تازه‌یوو
تازه‌یوو (انگلیسی: Tazeyevo) یک شهرک در شهرستان ایلیشفسکی استان باشقیرستان کشور روسیه است.